# Vito Mannone
Vito Mannone (Desio, 2 de marzo de 1988) es un futbolista italiano. Juega de guardameta y se encuentra sin equipo tras abandonar el Lille O. S. C.

## Trayectoria
Nacido de padres sicilianos en Desio, jugó en divisiones inferiores del Atalanta. En 2005, a los 17 años, firmó con el Arsenal F. C. de la Premier League de Inglaterra un contrato de 3 años. 

### Arsenal

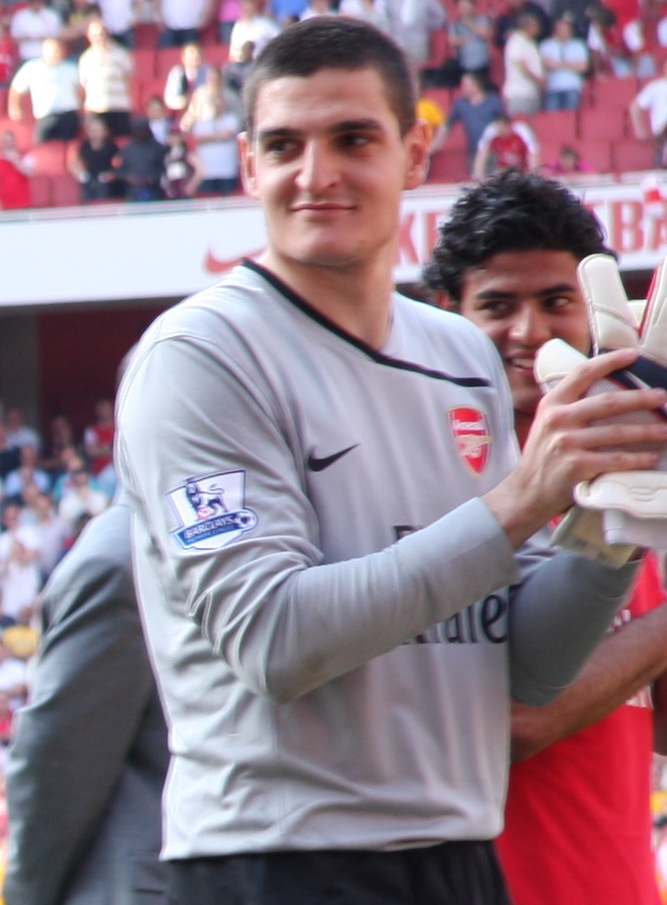
Vito con la camiseta del Arsenal.

El 18 de agosto de 2006 fue prestado por tres meses a Barnsley, donde compitió con Nick Colgan por el puesto de titular. Debutó ante Preston North End el 22 de septiembre cuando entró en lugar de Colgan, quien fue expulsado. Regresó a Arsenal el 23 de octubre de ese año. El 19 de diciembre de 2007 amplió su contrato con el Arsenal.
El 24 de mayo de 2009, a los 21 años, hizo su debut en la Premier League en el partido Stoke City-Arsenal (4-1) jugado en el Emirates Stadium. Inicia la temporada 2009-10 como titular debido a la ausencia de Manuel Almunia y Łukasz Fabiański. El 16 de septiembre de 2009 hizo su debut en la Liga de Campeones en el partido Standard Lieja - Arsenal (3-2).

### Sunderland
Luego de un breve paso por el Hull City, ficha de manera definitiva por el Sunderland.

### Reading
Tras el descenso del Sunderland a la Football League Championship el jugador ficha por el Reading Football Club a cambio de 2.000.000 de euros.

### Minnesota United
En febrero de 2019 fue cedido al Minnesota United FC hasta final de año.

### Esbjerg
Tras regresar al Reading, el 31 de enero de 2020 fue cedido al Esbjerg fB danés hasta final de temporada.

## Selección nacional
Es convocado el 6 de noviembre de 2009 a la selección sub-21 de Italia por el técnico Pierluigi Casiraghi. Debutó el 13 de noviembre en el partido perdido 2-0 contra Hungría en las eliminatorias a la Eurocopa Sub-21 2011.

## Estadísticas

### Club
Estadísticas actualizadas al 10 de noviembre de 2012.
| Club                | Temporada           | Liga     | Liga  | Copas Nac. | Copas Nac. | Copas Inter. | Copas Inter. | Total    | Total |
| Club                | Temporada           | Partidos | Goles | Partidos   | Goles      | Partidos     | Goles        | Partidos | Goles |
| ------------------- | ------------------- | -------- | ----- | ---------- | ---------- | ------------ | ------------ | -------- | ----- |
| Barnsley Inglaterra | 2006/07             | 2        | 0     | 2          | 0          | -            | -            | 4        | 0     |
| Barnsley Inglaterra | Total               | 2        | 0     | 2          | 0          | 0            | 0            | 4        | 0     |
| Arsenal Inglaterra  | 2008/09             | 1        | 0     | 0          | 0          | 0            | 0            | 1        | 0     |
| Arsenal Inglaterra  | 2009/10             | 5        | 0     | 0          | 0          | 3            | 0            | 8        | 0     |
| Arsenal Inglaterra  | 2011/12             | 0        | 0     | 0          | 0          | 1            | 0            | 1        | 0     |
| Arsenal Inglaterra  | 2012/13             | 9        | 0     | 0          | 0          | 4            | 0            | 13       | 0     |
| Arsenal Inglaterra  | Total               | 15       | 0     | 0          | 0          | 8            | 0            | 23       | 0     |
| 2010/11             | 10                  | 0        | 0     | 0          | -          | -            | 10           | 0        |       |
| 2011/12             | 21                  | 0        | 2     | 0          | -          | -            | 23           | 0        |       |
| Total               | 31                  | 0        | 2     | 0          | 0          | 0            | 33           | 0        |       |
| Total en su carrera | Total en su carrera | 48       | 0     | 4          | 0          | 8            | 0            | 60       | 0     |